# ناحية عين الفيجة
ناحية عين الفيجة إحدى نواحي سوريا تتبع إداريّاً لمحافظة ريف دمشق منطقة قدسيا ومركزها بلدة عين الفيجة، بلغ تعداد سكان الناحية 19,584 نسمة حسب التعداد السكاني لعام 2004.

## بلدات وقرى ناحية عين الفيجة
أفرة، دير مقرن، دير قانون، عين الفيجة، الحسينية، كفير الزيت.